# جورج فن متر

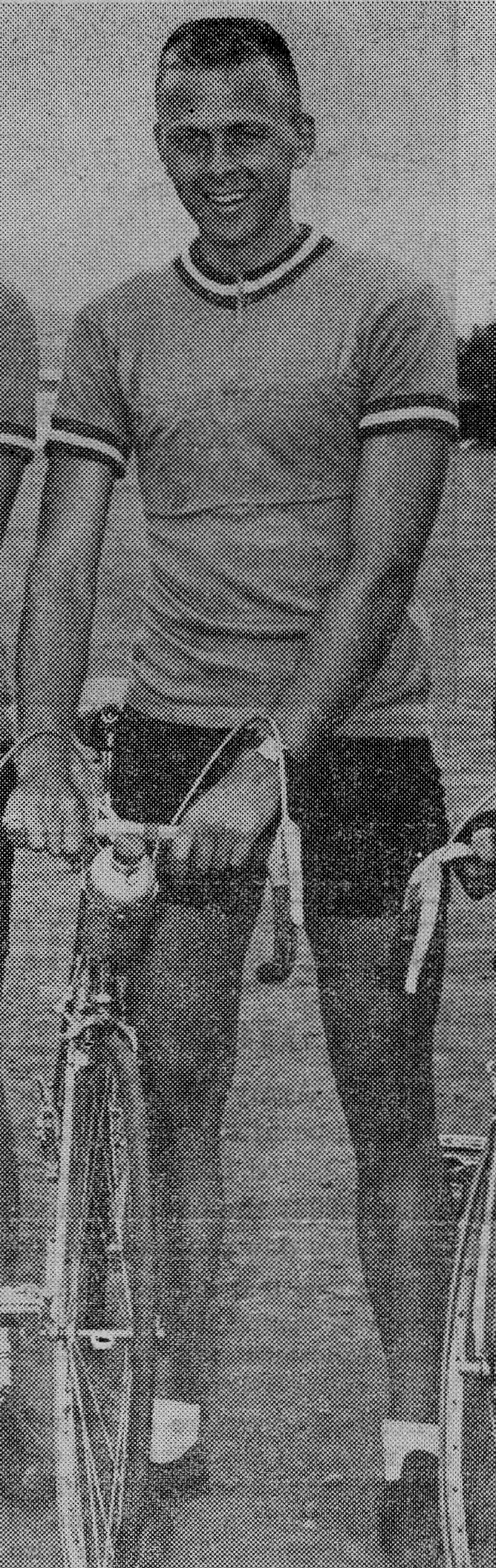
جورج فن متر در المپیک ۱۹۵۶

جورج فن متر (انگلیسی: George Van Meter; ۲۳ اوت ۱۹۳۲ – ۱۵ نوامبر ۲۰۰۷) دوچرخه‌سوار اهل ایالات متحده آمریکا بود. وی در بازی‌های المپیک تابستانی ۱۹۵۶ شرکت کرده است.